# هنر گوتیک

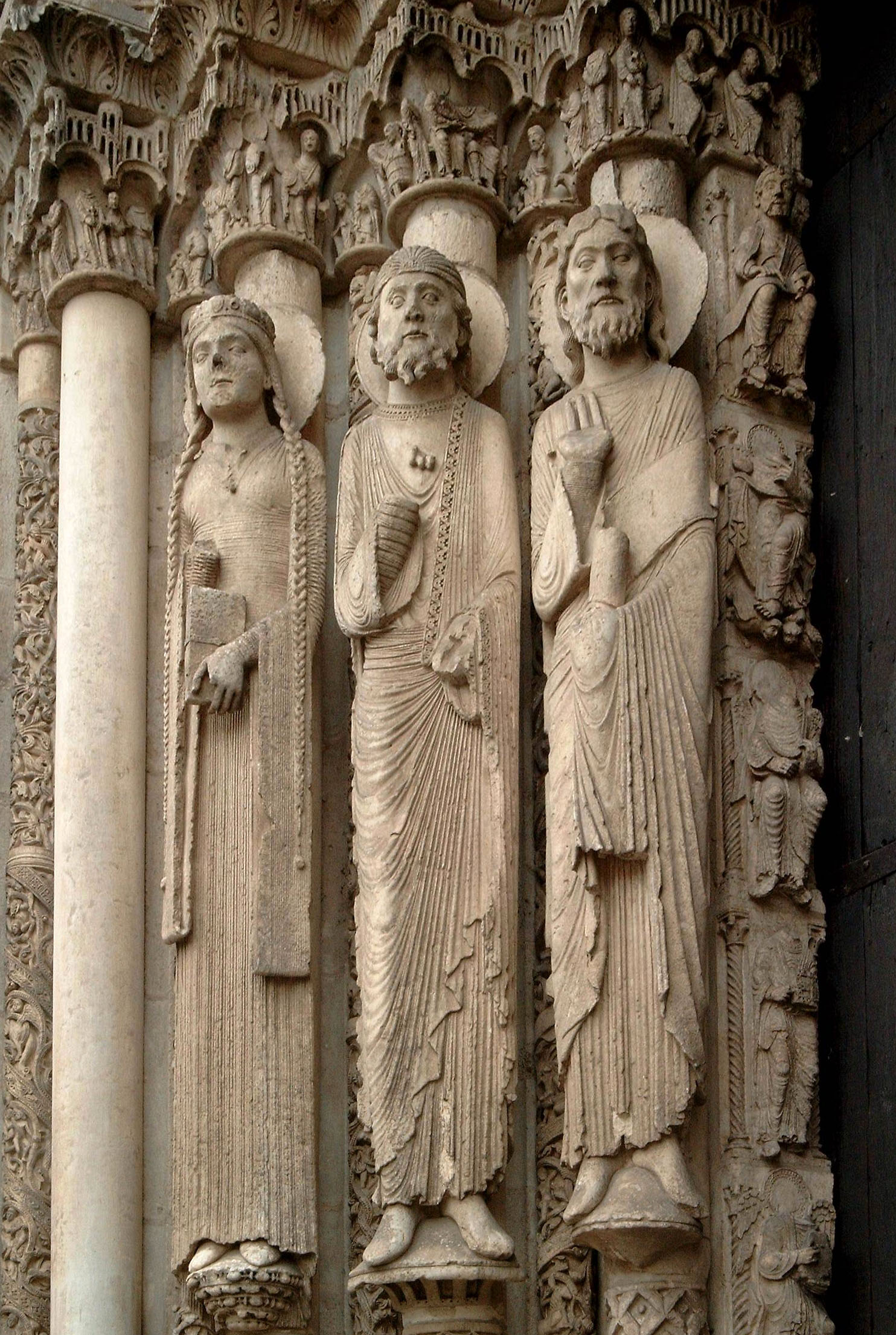

هنر گوتیک سبکی از هنر است که از قرون وسطی و در فرانسه آغاز شد. این شیوه هنری که در نیمه دوم سده دوازدهم پا گرفت و تا نیمه قرن شانزدهم میلادی دوام یافت و در همه کشورهای اروپایی متداول شد. هنر گوتیک شامل معماری، مجسمه‌سازی، نقاشی، رنگ آمیزی شیشه‌ها، نقاشی با آبرنگ روی گچ و دستخط‌ها می‌شد.

## واژه‌شناسی
لغت گوتیک یعنی منسوب به قوم گوت‌ها از اقوام شمالی اروپا.

## معماری گوتیک

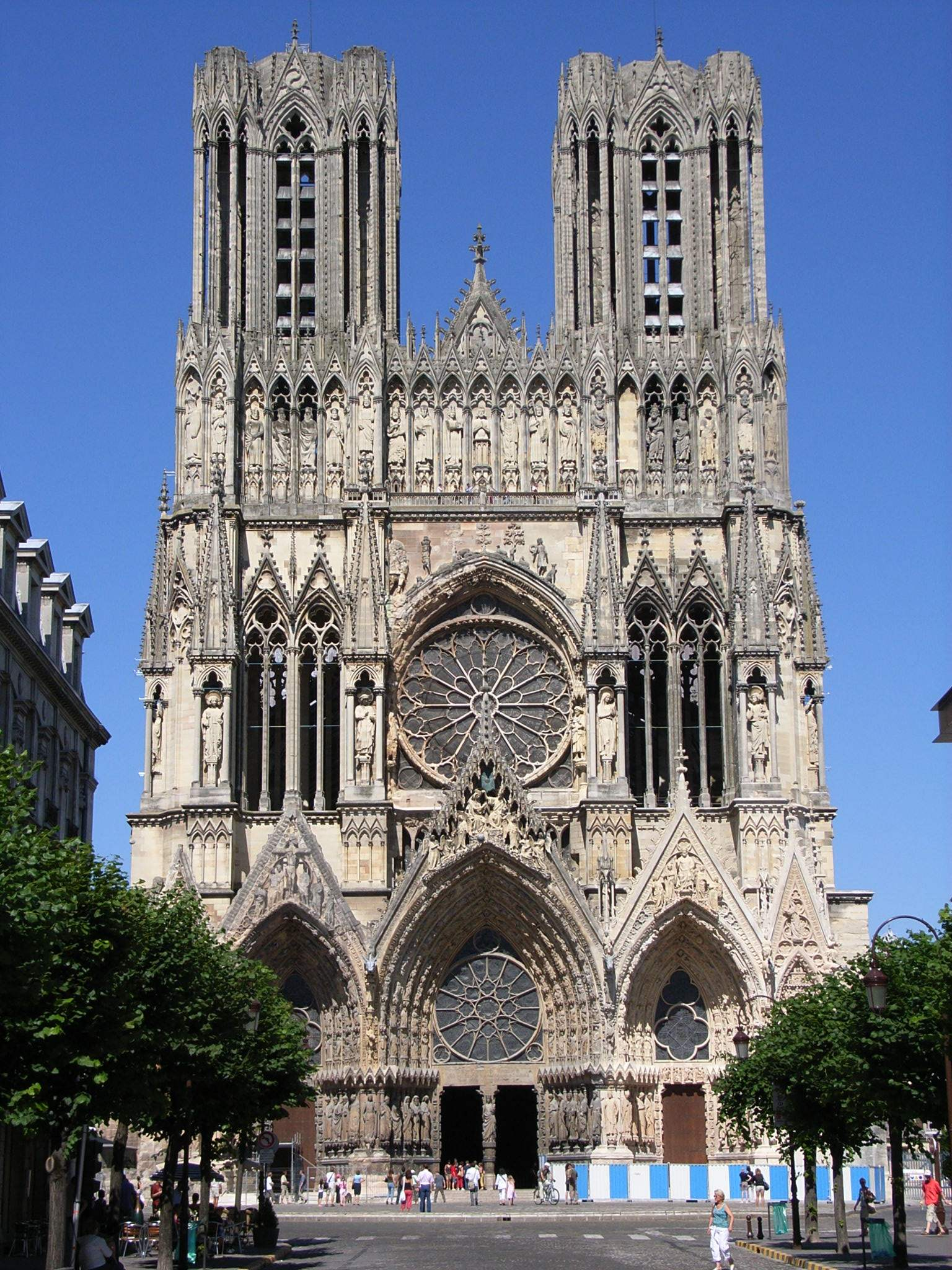
کلیسای نوتردام رایمز در فرانسه

معماری گوتیک، یکی از سبک‌ها و دوره‌های تاریخی معماری است. این سبک، سبکی مذهبی بوده که همواره، در خدمت کلیسا بوده‌است.
آغاز پیدایش هیچ‌یک از شیوه‌های معماری را به دقت شیوهٔ گوتیک، نمی‌توان تعیین کرد. هنر معماری گوتیک در میان سال‌های ۱۱۳۷ و ۱۱۴۴ (میلادی) در جریان بازسازی کلیسای سن-دنی فرانسه پا به عرصه وجود گذاشت و تا اواسط قرن شانزدهم میلادی در اروپا معمول بود.
هنر گوتیک در میان دو دوره رمانسک و رنسانس واقع شده‌است و تا قبل از دوره مدرن گوتیک به عنوان یک صفت منفی به کار می‌رفت فیلاریته از آن به عنوان هنر فلاکت زده یاد می‌کند. سبک معماری جورجیا الهام گرفته از این سبک در سال‌های ۱۷۲۰ تا ۱۸۴۰ در کشورهای انگلیسی زبان شهرت یافت.

## هنر گوتیک جدید
هنر گوتیک جدید شاخه‌ای از هنر معاصر است که برپایه وحشت و تاریکی بنا شده‌است. فرانسیسکا گوین در این مورد می‌گوید:
آنها چیزهایی هستند مانند هیولا و گروتسک. در این سبک نقص یا جهش بدن، ارواح، عروسک، ماسک جمجمه و انزجار دیده می‌شود. اینها عکس‌هایی هستند مملو از رنگ سیاه و سفید، فروپاشی و بی‌ثباتی. ترسی است که بر محیط زیست، خود شخص یا دیگران منعکس شده‌است. گاهی اوقات مفهوم هرج و مرج نیز در آنها دیده می‌شود.

## نگارخانه

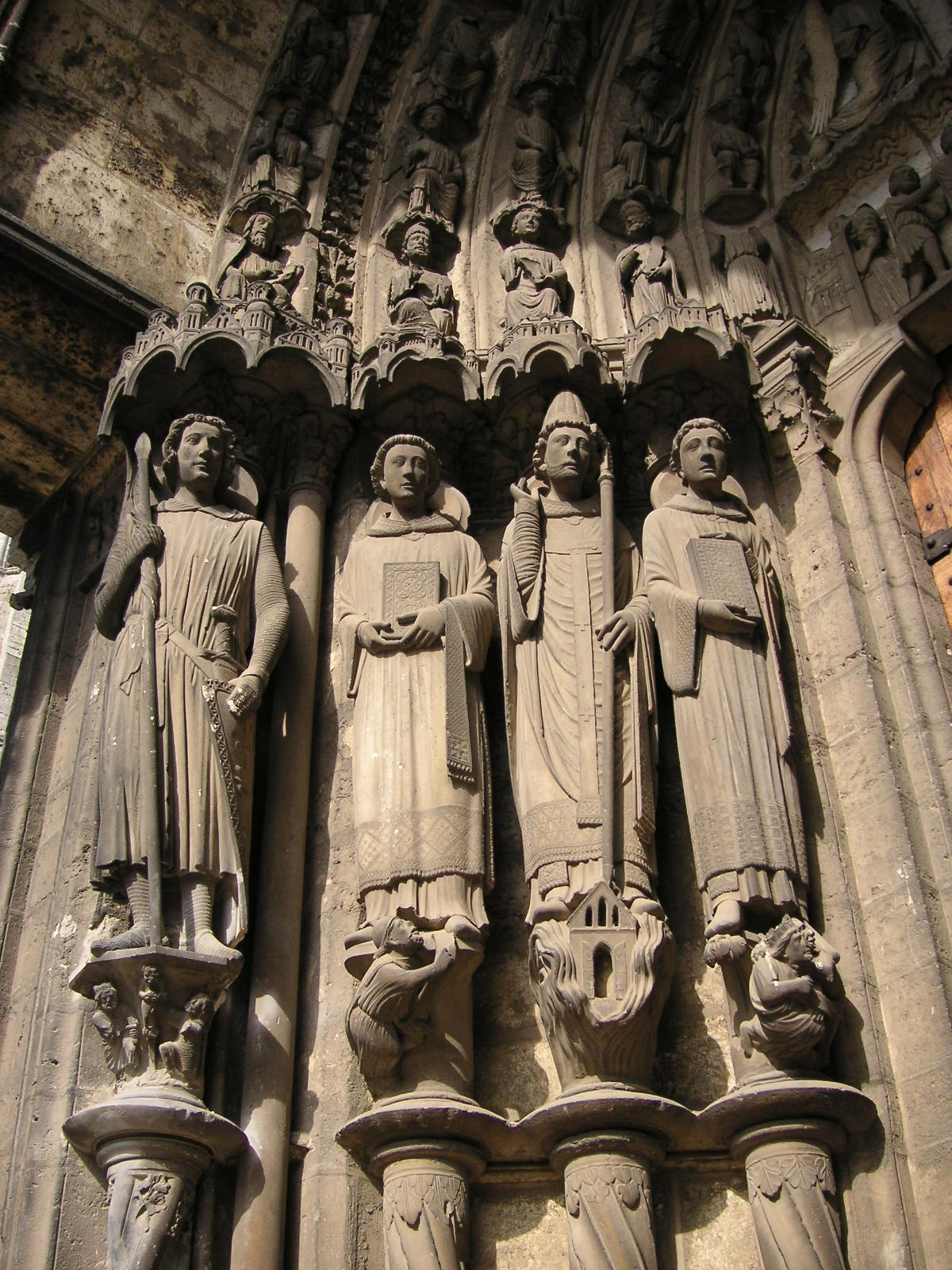
South portal of کلیسای جامع شارتر (c. 1215-20)
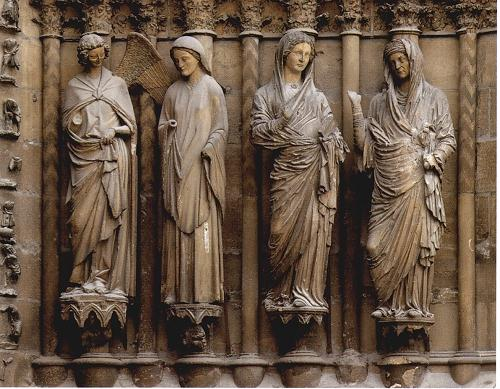
West portal at Rheims Cathedral, Annunciation group
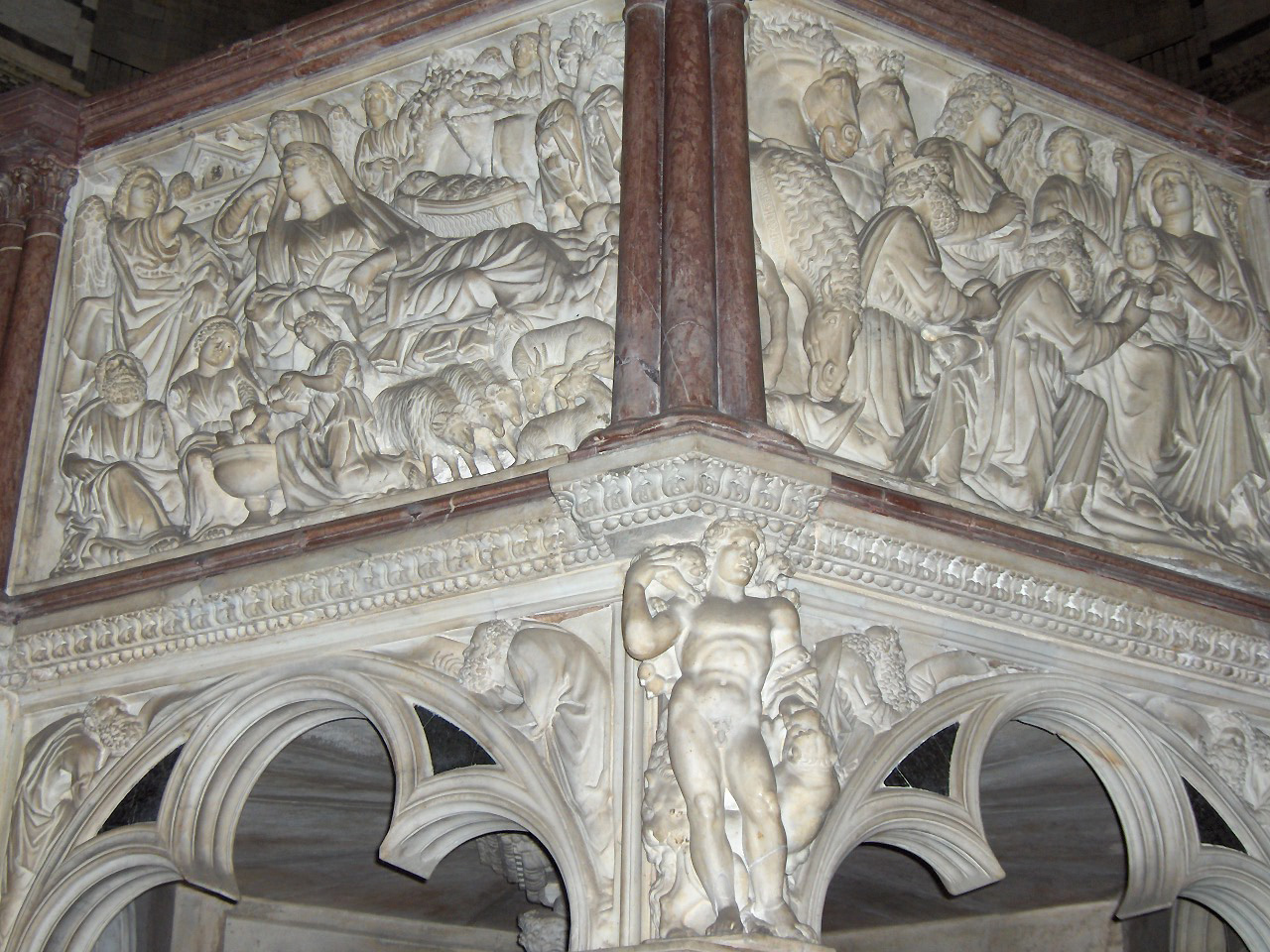
Nicola Pisano, Nativity and نیایش مغان from the pulpit of the Pisa Baptistery
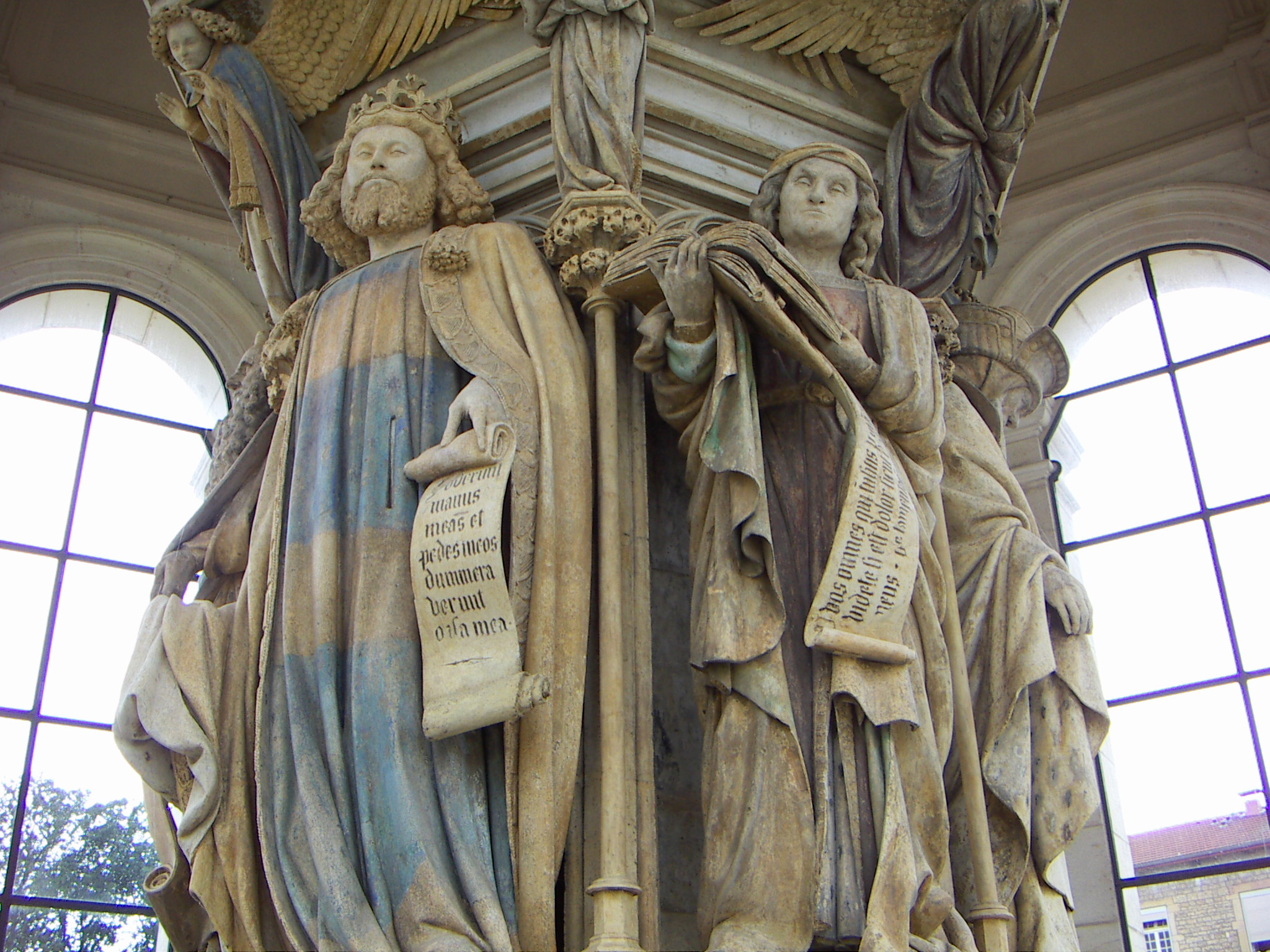
Claus Sluter, داوود and a پیامبر from the Well of Moses
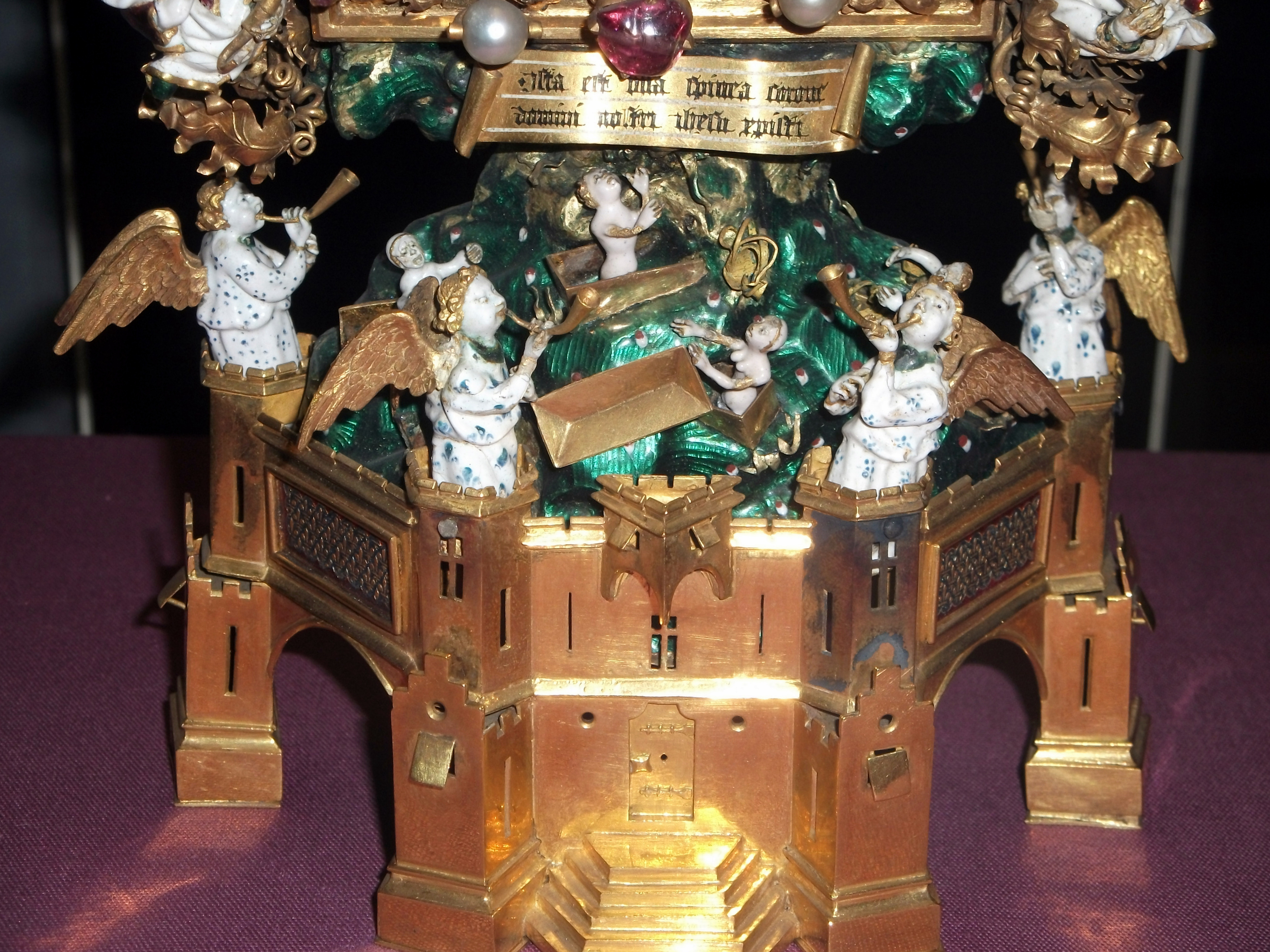
Base of the Holy Thorn Reliquary, a Resurrection of the Dead in gold, enamel and gems
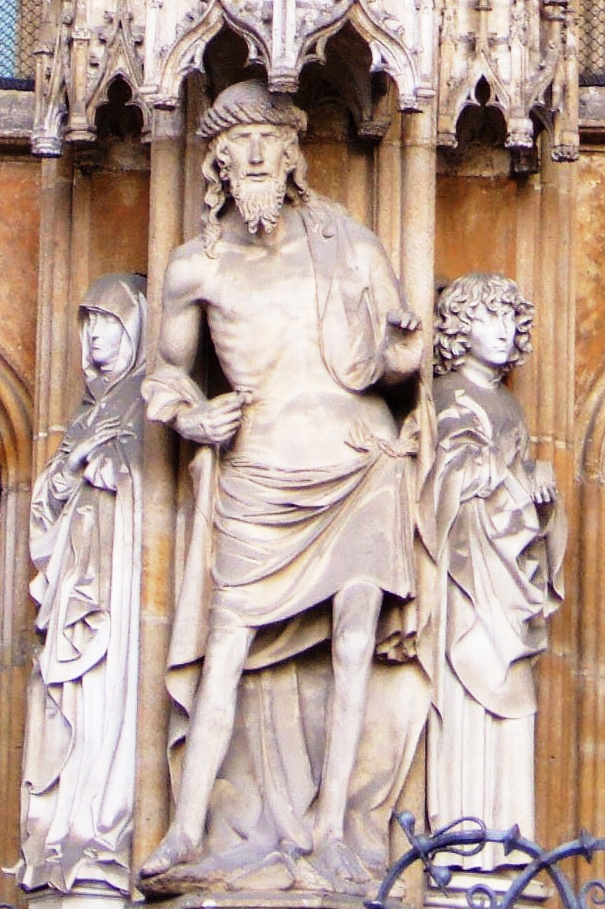
Man of Sorrows on the main portal of کلیسای اولم by Hans Multscher, 1429
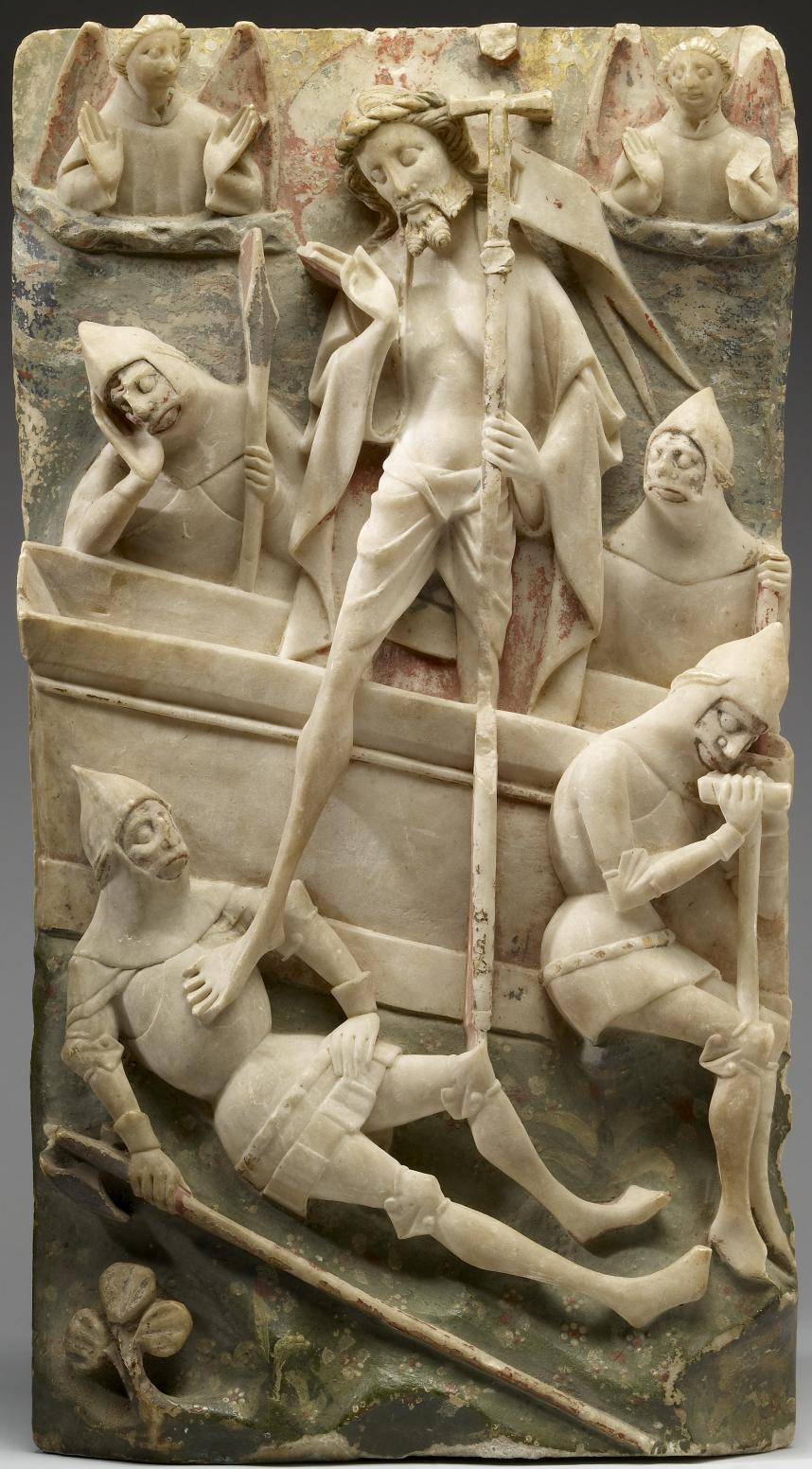
Section of a panelled altarpiece with رستاخیز مسیح, English, 1450–90, رخام گچی with remains of colour
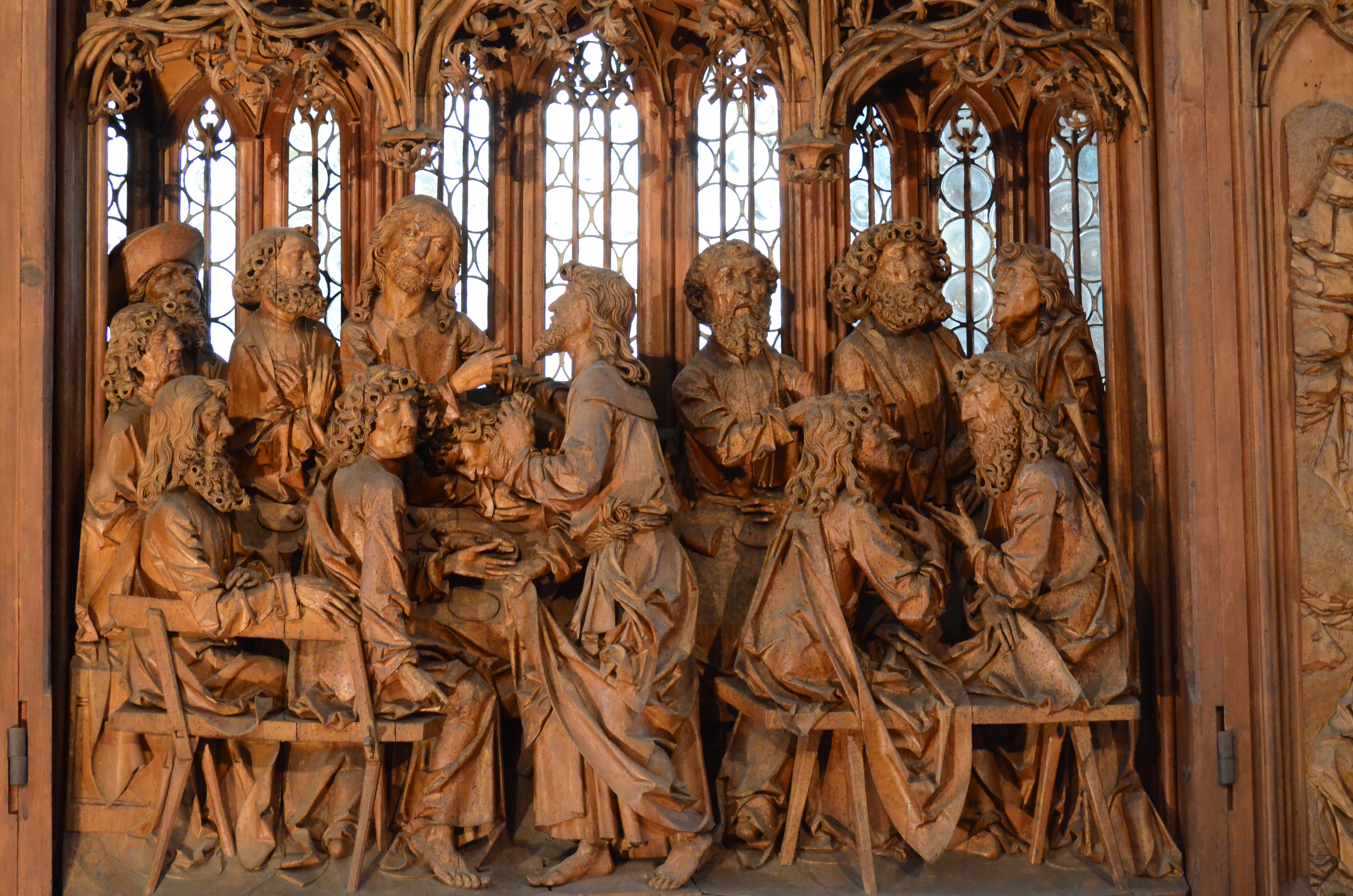
Detail of the شام آخر from Tilman Riemenschneider's Altar of the Holy Blood, 1501–05, رتنبورگ آب در تاوبر،  بایرن